# Абай (Кызылординская городская администрация)
Абай (каз. Абай) — село в Кызылординской области Казахстана. Находится в подчинении городской администрации Кызылорды. Административный центр Косшынырауского сельского округа. Код КАТО — 431039100.

## Население
В 1999 году население села составляло 2075 человек (1023 мужчины и 1052 женщины). По данным переписи 2009 года, в селе проживало 2228 человек (1122 мужчины и 1106 женщин).